# Courbépine
Courbépine – miejscowość i gmina we Francji, w regionie Normandia, w departamencie Eure.
Według danych na rok 1990 gminę zamieszkiwało 606 osób, a gęstość zaludnienia wynosiła 51 osób/km² (wśród 1421 gmin Górnej Normandii Courbépine plasuje się na 388. miejscu pod względem liczby ludności, natomiast pod względem powierzchni na miejscu 249.).